# Daniel Daërt
Jacques Godaert, dit Daniel Daërt, est un réalisateur, scénariste et producteur français né le 29 avril 1941 à Paris et mort le 5 février 2020 à Harcourt dans l'Eure.

## Biographie
Daniel Daërt a réalisé des films grand public, avec Roger Pierre et Jean-Marc Thibault (Le Débutant), Gérard Blain (Caïn de nulle part), Michel Creton (Le DIngue) ou Danièle Gégauff (Une femme au bout de la nuit).
Il est aussi l'auteur de plusieurs films pornographiques entre 1974 et 1984, signés sous divers pseudonymes (Jean-Paul Maryse, Jean-Paul Marise, Jacques Dumoda, Jacques Duda, Maurice Claveret, Stanley Mills, Daniel Treda).

## Filmographie partielle
- 1967 : Adorable Capucine
- 1969 : Le Débutant
- 1970 : Caïn de nulle part
- 1971 : Chaleurs
- 1972 : Les Félines
- 1973 : Le Dingue
- 1974 : Les Filles de Malemort
- 1974 : Un couple, parmi tant d'autres... mais si pervers
- 1975 : Fureur sexuelle
- 1976 : La Fille à la sucette
- 1977 : Cécilie pompette
- 1978 : Plein les poches pour pas un rond
- 1980 : Une femme au bout de la nuit
- 1981 : Les Nuits d'une femme
- 1984 : Otages séquestrées et violées